# Lorrane Oliveira
Lorrane dos Santos Oliveira (Nova Iguaçu, 13 aprile 1998) è una ginnasta brasiliana, membro della squadra brasiliana vincitrice della prima medaglia in una finale mondiale a squadre, nel 2023, e della prima medaglia olimpica a squadre nel 2024.
Ha preso parte a quattro mondiali (2015, 2017, 2019 e 2022) e alle Olimpiadi di Rio 2016.
Nel 2021 è stata la prima ginnasta a eseguire un tabac carpiato con mezzo avvitamento al corpo libero, elemento che da allora porta il suo nome.

## Carriera
Lorrane Oliveira ha partecipato ai Campionati Mondiali di Glasgow 2015 ottenendo il nono posto con il Brasile, mancando così la finale del concorso a squadre, mentre ha centrato la finale del concorso individuale, raggiungendo poila 18ª posizione.
Ha preso parte alle Olimpiadi di Rio de Janeiro 2016 rappresentando, insieme alle compagne Rebeca Andrade, Jade Barbosa, Daniele Hypólito, e Flávia Saraiva, la formazione padrona di casa classificatasi all'ottavo posto.  
Viene selezionata nuovamente nella nazionale brasiliana per disputare i Mondiali di Doha 2018, ottenendo con la squadra il settimo posto.